# The Haters

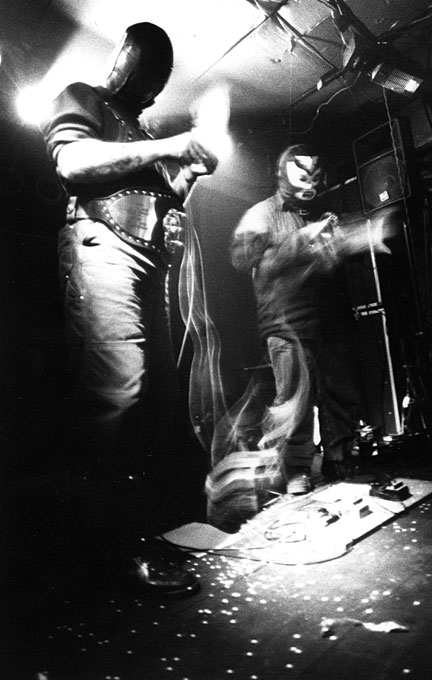
The Haters, live 1999 in Kyoto, Japan

The Haters sind eine 1979 gegründete US-amerikanische Industrial-Band. Sie besteht aus Gelegenheitsmusikern rund um G.X. Jupitter-Larsen.

## Geschichte
Die Band besteht außer dem einzigen festen Mitglied der Band, G.X. Jupitter-Larsen, nur aus von ihm kurzfristig rekrutierten Teilnehmern, einen Proberaum hat die Band nicht. Erstmals traten The Haters 1979 in New York bei einem Auftritt in Erscheinung, wo Larsen mit einer alten Videokamera einen Stapel Videokassetten zerschlug. Erste Singles erschienen 1980 bzw. 1981, das Debütalbum In the Shade of Fire allerdings erst 1986.
Weitere Auftritte folgten, stets in einer schwarzen „Henkerstracht“, sowohl in den USA wie auch in Europa. Bis Mitte 2011 haben The Haters insgesamt 370 Auftritte absolviert. Diese haben stets eine eher performancekunstartige Attitüde. So zerriss Jupitter-Larsen in Pescara 15 Minuten lang Papier (Teeaarrr), erschien zu Auftritten angekündigterweise nicht (anders als das Publikum, das dem Nichterscheinen zusah), zerschlitzte in Colorado Springs eine Matratze, zählte in Paris Mülleimer (Ictanea All Nyrris) oder gruben in Frankfurt bzw. Birmingham Löcher in öffentlichen Grünanlagen (Building Empty Holes).
In den folgenden Jahren wiederholten sich diese Motive immer wieder, gelegentlich in Kombinationen miteinander, teils in ausgebauter Form. Bei Auftritten in den 1990ern entstand das häufig genutzte Motiv von mit Kontaktmikrofonen versehenen Gegenständen, die -auf eine Bohrmaschine montiert- gegen Schleifpapier rotierten (The Grinding Gig, Changing the Tire, The Thinking Ross Did). Aber auch das Arbeiten mit dem sogenannten „Clici-Clic“, einem mit Kontaktmikrofon versehenen Locher, wurde ein häufiges Motiv.
Collaborationen gibt es mit Merzbow, The New Blockaders, K2, MSBR, Aube, Mama Baer und Kommissar Hjuler, Torturing Nurse, Organum/David Jackman, Big City Orchestra und zahlreichen anderen Musikern.

## Konzept
The Haters spielen „kaputt gemachte Musik“, ohne dabei Instrumente zu verwenden. Klänge bzw. Geräusche werden produziert, in dem Gegenstände zerstört werden. Die Band ist dabei weniger einem musikalischen Ansatz verbunden als einem künstlerischen, Jupitter-Larsen erklärte hierzu explizit: „Musik per se hat mich nie besonders interessiert“. Er selbst versteht Lärm, Krach und Geräusch als positiv besetzt.